# Rejon mołodecki
Rejon mołodecki (biał. Маладзечанскі раён, ros. Молодечненский район) – rejon w centralnej Białorusi, w obwodzie mińskim.
- Białorusini – 92,3%
- Rosjanie – 5,2%
- Polacy – 0,6%

## Podział administracyjny
- Mołodeczno
- Radoszkowicze
- sielsowiet Chożów
- sielsowiet Ciurle
- sielsowiet Czyść
- sielsowiet Gródek
- sielsowiet Horodziłowo
- sielsowiet Kraśne
- sielsowiet Lebiedziewo
- sielsowiet Markowo
- sielsowiet Miasota
- sielsowiet Olechnowicze
- sielsowiet Połoczany
- sielsowiet Radoszkowice

## Media
- Tygodnik Rehijanalnaja Hazieta (ukazuje się w Mołodecznie) ze stroną internetową www.rh.by